# Acronicta nigra
Acronicta nigra là một loài bướm đêm trong họ Noctuidae.